# Aizawl (huyện)
Huyện Aizawl là một huyện thuộc bang Mizoram, Ấn Độ. Thủ phủ huyện Aizawl đóng ở Aizawl. Huyện Aizawl có diện tích 3577 ki lô mét vuông. Đến thời điểm năm 2001, huyện Aizawl có dân số 339812 người.